# Edward Michael Conolly
Edward Michael Conolly (23 août 1786 - 4 janvier 1849) est un député irlandais.

## Biographie
Il est né Edward Michael Pakenham, fils de l'amiral Sir Thomas Pakenham (amiral) (en) et de son épouse Louisa, fille de John Staples et nièce de Thomas Conolly de Castletown. Il adopte le nom de famille Conolly par licence royale le 27 août 1821, à la suite du décès de sa grand-tante Lady Louisa Conolly.
Il vit à Castletown House dans le comté de Kildare, dont il hérite de sa grand-tante Louisa, et à « Cliff House » dans le comté de Donegal. Il représente le Donegal au Parlement depuis les élections générales de 1831 jusqu'à sa mort, et est lieutenant-colonel dans la milice du Donegal. La résidence Conolly 'Cliff House' sur les rives de la rivière Erne entre Belleek, le comté de Fermanagh et le comté de Ballyshannon Donegal est démolie dans le cadre du projet hydroélectrique d'Erne, qui construit les centrales hydroélectriques de Cliff et de Cathaleen's Fall. La centrale hydroélectrique de Cliff a été construite sur le site de « Cliff House » et est mise en service en 1950.
Il épouse le 20 mai 1819 Catherine Jane, fille de Chambré Brabazon Ponsonby-Barker. Ils ont six fils et quatre filles, dont un fils aîné Chambré Brabazon, décédé en 1835 ; Thomas, qui succède à son père en tant que député de Donegal ; Arthur Wellesley, décédé à la bataille d'Inkerman alors qu'il est capitaine du 30e régiment d'infanterie ; John Augustus, qui sert également dans la guerre de Crimée et reçoit la Croix de Victoria pour ses actions à Sébastopol en tant que lieutenant dans le 49e régiment d'infanterie ; Richard, qui sert comme secrétaire de légation à l'ambassade britannique en Chine ; Louisa Augusta, qui épouse Clotworthy Rowley, 3e baron Langford et meurt de noyade en 1853 ; et Mary Margaret, qui épouse Henry Bruen.